# فرودگاه لایپزیگ–آلتنبورگ
فرودگاه لایپزیگ-آلتنبورگ (به انگلیسی: Leipzig-Altenburg Airport) (به زبان بومی: Leipzig-Altenburg Airport) یک فرودگاه همگانی با کد یاتا AOC است که یک باند فرود سنگفرش دارد و طول باند آن ۲۴۳۵ متر است. این فرودگاه در شهر لایپزیگ کشور آلمان قرار دارد و در ارتفاع ۱۹۵ متری از سطح دریا واقع شده است.